# Franz Josef Huber
Pour les articles homonymes, voir Huber.
Ne doit pas être confondu avec Joseph Huber.
Franz Josef Huber, né le 22 janvier 1902 à Munich et mort le 30 janvier 1975 dans la même ville, est un criminel de guerre, SS-Brigadeführer (numéro SS : 107 099) et Generalmajor de la police. Il a été directeur de la Gestapo, ainsi qu'inspecteur de la Sicherheitspolizei (Sipo) et du Sicherheitsdienst (SD) dans les Reichsgaue autrichiens de Vienne, Niederdonau et Oberdonau. Responsable de la déportation et de la mort de plus de 70 000 juifs autrichiens, il est, après la guerre, protégé par la CIA et travaille sous couverture pour les services secrets occidentaux.

## Biographie
Issu d'une famille catholique, Franz Joseph Huber est entré au service de la police en 1922 et sert comme officier de police à la préfecture de Munich sous la république de Weimar. Il a été notamment responsable de la surveillance du parti nazi ; néanmoins, il n'a alors pas à subir de désavantage après la « prise de pouvoir » des nazis en janvier 1933. Au contraire, il bénéficie de la confiance de Reinhard Heydrich, qui était à ce moment adjoint du chef de la police bavaroise.
En 1934, il est nommé au bureau central de la Gestapo à Berlin où il travaille en étroite collaboration avec son responsable hiérarchique Joseph Meisinger et son ami Heinrich Müller. Inscrit au parti nazi depuis 1937, il se distingue lors de l’affaire Blomberg-Fritsch ; en particulier, il a éclairci les  allégations d’homosexualité formulées contre le général Werner von Fritsch. Il est également chargé de l'enquête après l'attentat manqué contre Hitler préparé par Georg Elser le 8 novembre 1939 au Bürgerbräukeller
À la suite de l'Anschluss de l'Autriche en mars 1938, Huber est envoyé à Vienne, où il dirige plusieurs services de police : la Sicherheitspolizei et le Sicherheitsdienst. Il est également, pendant plus de sept ans, chef de la Gestapo pour les districts - Reichsgaue - de Vienne, de Niederdonau et d' Oberdonau . Son bureau est alors situé à l'ancien hôtel Métropol sur la Morzinplatz. En tant qu'inspecteur de l'Office central pour l'émigration juive, il est l'un des principaux responsables des arrestations et de la déportation massive de 70 000 Juifs autrichiens. En outre, il  exerce la fonction de délégué personnel du gauleiter Baldur von Schirach, commandant des Jeunesses hitlériennes. En 1944, à l'instigation d'Ernst Kaltenbrunner, il est promu chef de la SiPo et du SD du Wehrkreis XVII ; en décembre, Rudolf Mildner a été désigné pour lui succéder au bureau de la Gestapo de Vienne.
Arrêté par les Américains en mai 1945, il est interné dans un camp militaire de l'US Army où il reste jusqu'en mai 1948. Il a droit ensuite à un procès de  dénazification en 1949 mais n'est condamné qu'à une peine de prison avec sursis puis il est condamné en seconde instance à cinq ans de rééducation par le travail. Mais cette sentence est abrogé en 1955 et il est recruté dès décembre 1955 dans l'organisation Gehlen, qui deviendra en 1956 le service fédéral de renseignements de la République fédérale allemande (BND). Toutefois, le nouveau gouvernement autrichien et des rescapés juifs autrichiens de la période de 1938/1945 cherchent à le faire arrêter et à le traduire devant la justice autrichienne. Leurs efforts ne sont pas couronnés de succès, Franz Joseph Huber étant protégé par les services secrets américains, qui ne permettent pas, par différents moyens administratifs, les poursuites judiciaires à l'encontre de cet ancien général de la SS.
Franz Joseph Huber meurt en janvier 1975 à Munich, sans avoir nullement été inquiété, que ce soit par un tribunal allemand ou autrichien, pour tous ses crimes commis contre les opposants autrichiens et pour les déportations massives de juifs d'Autriche commises après mars 1938.
En avril 2021, il est révélé que Franz Josef Huber a été protégé par la Central Intelligence Agency avant d'être recruté par celle-ci du fait de sa connaissance des réseaux du NKVD soviétique en Autriche et dans le sud de l’Allemagne, au cours de la 2ème guerre mondiale et lors du début de la guerre froide. La CIA lui fournit dès 1955 un certificat complet de dénazification. Toutefois, recruté par le BND en 1956, son emploi devient trop risqué en 1964 vis à vis de l'opinion publique car des journalistes allemands avaient dès 1959 enquêté sur lui et avaient publié des articles le concernant ; le BND souhaite alors se séparer de lui car il présente alors trop de risques pour le service. Il est ensuite retraité trois ans plus tard et il bénéficia  alors de sa retraite d'officier général de police en tant que " SS-Brigadeführer " et de sa pension d'ancien membre du service fédéral allemand de renseignements (Bundesnarichtendienst),.
A l'occasion des révélations apparues en 2021, ses descendants, notamment contactés par le New York Times et la chaîne allemande de télévision ARD, ont refusé  tout entretien afin de préciser les circonstances de sa vie après son recrutement par la CIA, son entrée dans le réseau Gehlen et ses activités au sein du BND, à compter de la création de ce service par le chancelier Konrad Adenauer.

## Décorations et insignes
- Croix du Mérite de guerre
- SS-Ehrenring
- SS-Ehrendegen (en)